# Cerro Tacarcuna
Le cerro Tacarcuna est une montagne du Panama culminant à 1 875 mètres d'altitude, à cinq kilomètres à l'ouest de la frontière avec la Colombie, et constituant le point culminant de la serranía del Darién. C'est un sommet ultra-proéminent.